# Leichtathletik-Weltmeisterschaften 2013/4 × 400 m der Frauen
Die 4-mal-400-Meter-Staffel der Frauen bei den Leichtathletik-Weltmeisterschaften 2013 wurde am 16. und 17. August 2013 im Olympiastadion Luschniki der russischen Hauptstadt Moskau ausgetragen.
Weltmeister wurden die Vereinigten Staaten in der Besetzung Jessica Beard, Natasha Hastings (Finale), Ashley Spencer und Francena McCorory sowie der m Vorlauf außerdem eingesetzten Joanna Atkins.

Den zweiten Platz belegte Großbritannien (Eilidh Child, Shana Cox, Margaret Adeoye, Christine Ohuruogu).

Bronze ging an Frankreich mit Marie Gayot, Lénora Guion-Firmin (Finale), Muriel Hurtis und Floria Gueï sowie der im Vorlauf außerdem eingesetzten Phara Anacharsis.
Auch die nur im Vorlauf eingesetzten Läuferinnen erhielten entsprechendes Edelmetall. Rekorde und Bestleistungen standen dagegen nur den tatsächlich laufenden Athletinnen zu.

## Bestehende Rekorde
| Weltrekord | 3:15,17 min | Sowjetunion (Tazzjana Ljadouskaja, Olga Nasarowa, Marija Pinigina, Olha Bryshina) | OS in Seoul Südkorea        | 1. Oktober 1988 |
| WM-Rekord  | 3:16,71 min | USA (Gwen Torrence, Maicel Malone-Wallace, Natasha Kaiser-Brown, Jearl Miles)     | WM in Stuttgart Deutschland | 22. August 1993 |

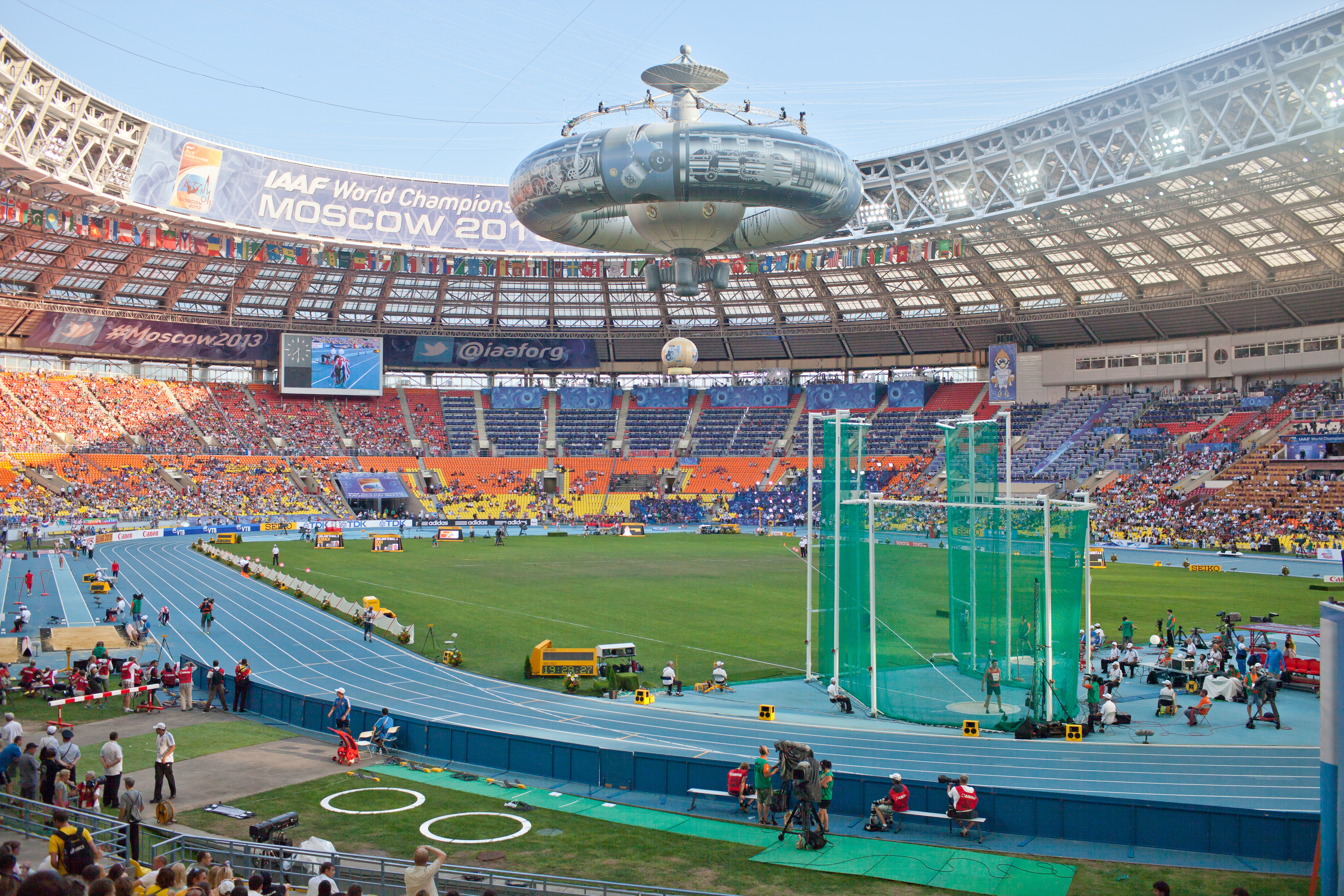
Das Olympiastadion Luschniki während der Weltmeisterschaften

Der bestehende WM-Rekord wurde bei diesen Weltmeisterschaften nicht eingestellt und nicht verbessert.

## Doping
Die zunächst siegreiche russische Staffel wurde aufgrund nachgewiesenen Dopingvergehens ihrer Schlussläuferin Antonina Kriwoschapka nachträglich disqualifiziert. Die Athletin hatte gemeinsam mit vier weiteren betroffenen Sportlern ihren Dopingverstoß zugegeben und musste auch ihre über 400 Meter errungene Bronzemedaille zurückgeben.
Kriwoschapka wurde im Vorlauf zwar nicht eingesetzt, die Disqualifikation der russischen Staffel hat jedoch Gültigkeit für den gesamten Wettbewerb, sodass auch das Vorlaufresultat des Teams annulliert wurde.
Benachteiligt wurden in erster Linie zwei Teams im Finale und eine Staffel, der die Teilnahme am Finale verwehrt blieb. Auf der Grundlage der erzielten Resultate waren dies:
- USA – Dem Team wurde der Weltmeistertitel erst mit langer Verspätung zugesprochen.
- Frankreich – Die Läuferinnen erhielten ihre Bronzemedaillen erst lange nach Abschluss der Weltmeisterschaften und konnten nicht an der Siegerehrung teilnehmen.
- Polen – Die Mannschaft hatte sich über ihren zweiten Platz im dritten Vorlauf eigentlich für die Finalteilnahme qualifiziert.

## Vorrunde
Die Vorrunde wurde in drei Läufen durchgeführt. Die ersten beiden Staffeln pro Lauf – hellblau unterlegt – sowie die darüber hinaus zweizeitschnellsten Teams – hellgrün unterlegt – qualifizierten sich für das Finale.

### Vorlauf 1
16. August 2013, 11:30 Uhr
| Platz | Staffel    | Besetzung                                                                     | Zeit (min) |
| ----- | ---------- | ----------------------------------------------------------------------------- | ---------- |
| 1     | USA        | Ashley Spencer Jessica Beard Joanna Atkins (Vorlauf) Francena McCorory        | 3:25,18    |
| 2     | Italien    | Chiara Bazzoni Marta Milani Maria Benedicta Chigbolu (Vorlauf) Libania Grenot | 3:29,62    |
| 3     | Ukraine    | Daryna Prystupa Olha Semljak (Vorlauf) Alina Lohwynenko Natalija Pyhyda       | 3:29,63    |
| 4     | Tschechien | Denisa Rosolová Jitka Bartoničková Jana Slaninová Zuzana Hejnová              | 3:30,48    |
| 5     | Indien     | Nirmala Sheoran Tintu Lukka Anu Mariam Jose Machettira Raju Poovamma          | 3:38,81    |

### Vorlauf 2
16. August 2013, 11:41 Uhr
| Platz | Staffel             | Besetzung                                                            | Zeit (min) |
| ----- | ------------------- | -------------------------------------------------------------------- | ---------- |
| 1     | Großbritannien      | Eilidh Child Shana Cox Margaret Adeoye Christine Ohuruogu            | 3:25,39    |
| 2     | Nigeria             | Patience Okon George Bukola Abogunloko Omolara Omotoso Regina George | 3:27,39    |
| 3     | Frankreich          | Marie Gayot Muriel Hurtis Phara Anacharsis (Vorlauf) Floria Gueï     | 3:27,75    |
| 4     | Bahamas             | Amara Jones Lanece Clarke Shakeitha Henfield Cotrell Martin          | 3:32,91    |
| 5     | Trinidad und Tobago | Shawna Fermin Sparkle McKnight Domonique Williams Romona Modeste     | 3:33,50    |
| 6     | Botswana            | Goitseone Seleka Lydia Mashila Oarabile Babolayi Amantle Montsho     | 3:38,96    |

### Vorlauf 3
16. August 2013, 11:52 Uhr
| Platz | Staffel  | Besetzung                                                                    | Zeit (min)                                     |
| ----- | -------- | ---------------------------------------------------------------------------- | ---------------------------------------------- |
| 1     | Rumänien | Alina Panainte (Vorlauf) Adelina Pastor Sanda Belgyan Bianca Răzor           | 3:29,62                                        |
| 2     | Polen    | Małgorzata Hołub Patrycja Wyciszkiewicz Iga Baumgart Justyna Święty          | 3:29,75 eigentlich für das Finale qualifiziert |
| 3     | Belarus  | Hanna Reischal Iryna Chljustawa Julia Jurenja Ilona Ussowitsch               | 3:30,28                                        |
| 4     | Kanada   | Alicia Brown Sarah Wells Noelle Montcalm Jenna Martin                        | 3:31,09                                        |
| DSQ   | Jamaika  | Rosemarie Whyte Kaliese Spencer Anastasia Le-Roy Christine Day               | IAAF Rule 163.3a Bahnübertreten                |
| DOP   | Russland | Julija Guschtschina Tatjana Firowa Natalja Antjuch (Vorlauf) Xenija Ryschowa | 3:23,51 für das Finale zugelassen              |

## Finale
17. August 2013, 19:30 Uhr
| Platz | Staffel        | Besetzung | Zeit (min)                  |
| ----- | -------------- | --- | --------------------------- |
| 1     | USA            | Jessica Beard Natasha Hastings (Finale) Ashley Spencer Francena McCorory im Vorlauf außerdem: Joanna Atkins            | 3:20,41                     |
| 2     | Großbritannien | Eilidh Child Shana Cox Margaret Adeoye Christine Ohuruogu                                                              | 3:22,61                     |
| 3     | Frankreich     | Marie Gayot Lénora Guion-Firmin (Finale) Muriel Hurtis Floria Gueï im Vorlauf außerdem: Phara Anacharsis               | 3:24,21                     |
| 4     | Ukraine        | Daryna Prystupa Olha Ljachowa (Finale) Alina Lohwynenko Natalija Pyhyda im Vorlauf außerdem: Olha Semljak              | 3:27,38                     |
| 5     | Nigeria        | Omolara Omotoso Patience Okon George Bukola Abogunloko Regina George                                                   | 3:27,57                     |
| 6     | Rumänien       | Adelina Pastor Mirela Lavric (Finale) Sanda Belgyan Bianca Răzor im Vorlauf außerdem: Alina Panainte                   | 3:28,50                     |
| DSQ   | Italien        | Chiara Bazzoni Marta Milani Maria Enrica Spacca (Finale) Libania Grenot im Vorlauf außerdem: Maria Benedicta Chigbolu  | IAAF Rule 170.6 Stabverlust |
| DOP   | Russland       | Julija Guschtschina Tatjana Firowa Xenija Ryschowa Antonina Kriwoschapka (Finale) im Vorlauf außerdem: Natalja Antjuch | 3:20,19                     |

## Video
- Moscow 2013 - 4X400m Women - Final, youtube.com, abgerufen am 4. Februar 2021